# Tubbergen (gemeente)

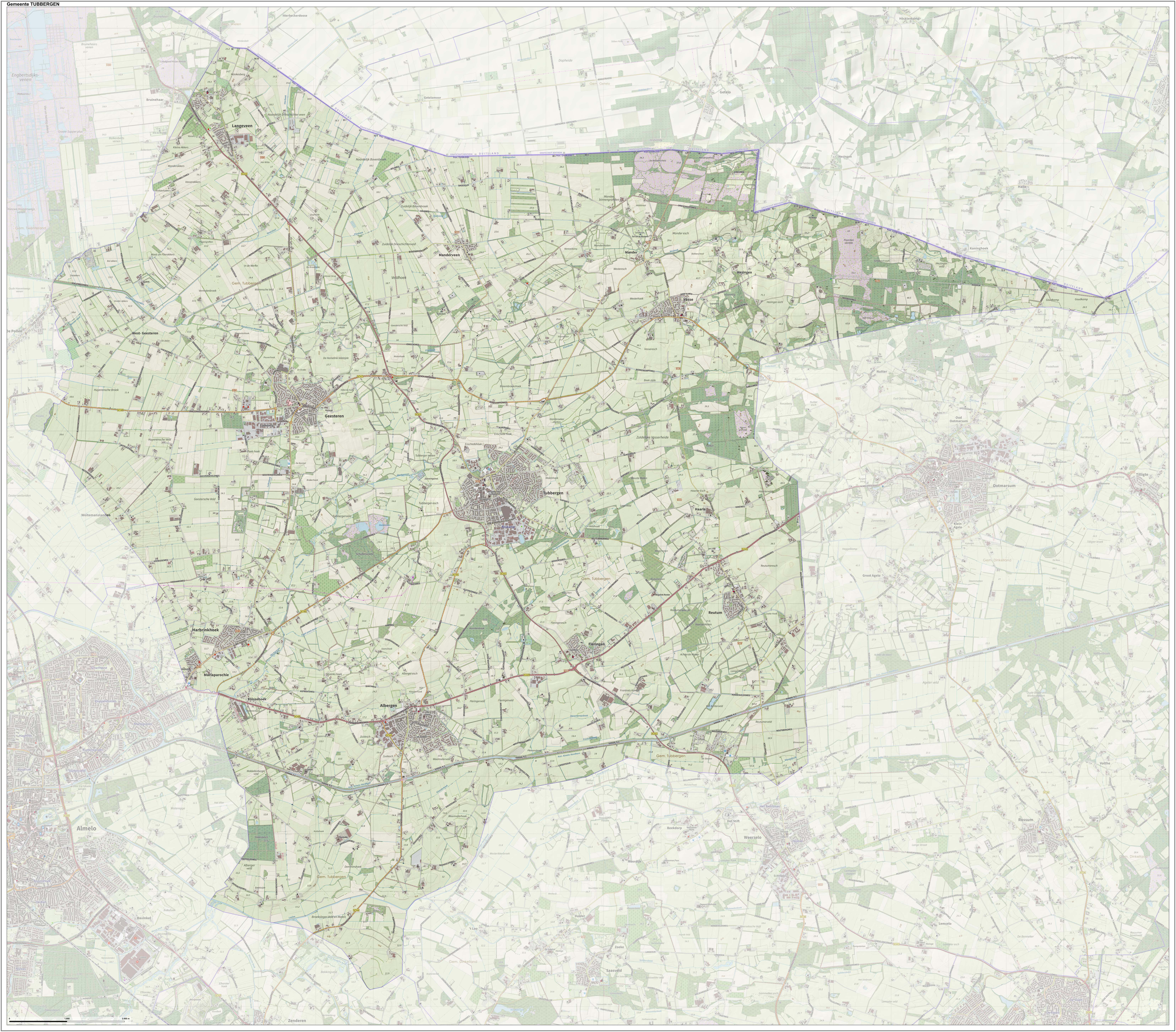
Topografische gemeentekaart van Tubbergen, september 2022

Tubbergen is een gemeente in het noorden van Twente, in de Nederlandse provincie Overijssel. Op 22 november 2024 telde de gemeente 21.397 inwoners (bron: CBS) en een oppervlakte van 147,40 km². De hoofdplaats van de gemeente is het gelijknamige dorp. De gemeente Tubbergen maakt deel uit van de Regio Twente. Tubbergen is de gemeente met het laagste percentage inwoners met een niet-westerse migratieachtergrond, 1 januari 2020 had 1,4% van de inwoners een niet-westerse migratieachtergrond.
De gemeente werkt samen met de gemeente Dinkelland in de gemeenschappelijke regeling Noaberkracht Dinkelland Tubbergen.

## Geografie
De gemeente Tubbergen telt tien dorpskernen en daarnaast drie gehuchten zonder dorpskern (maar met eigen postcode) te weten Haarle, Hezingen en Mander. Het gemeentehuis staat in Tubbergen. De gemeente grenst aan de gemeentes Uelsen (Duitsland), Dinkelland, Twenterand, Almelo en Borne.
| Woonplaats (BAG) | Inwoners 2023 |
| ---------------- | ------------- |
| Albergen         | 3.595         |
| Fleringen        | 890           |
| Geesteren        | 4.310         |
| Haarle           | 155           |
| Harbrinkhoek     | 1.655         |
| Hezingen         | 205           |
| Langeveen        | 1.285         |
| Mander           | 385           |
| Manderveen       | 635           |
| Mariaparochie    | 230           |
| Reutum           | 1.275         |
| Tubbergen        | 5.785         |
| Vasse            | 1.000         |

| Aangrenzende gemeenten | Aangrenzende gemeenten | Aangrenzende gemeenten | Aangrenzende gemeenten | Aangrenzende gemeenten |
| ---------------------- | ---------------------- | ---------------------- | ---------------------- | ---------------------- |
| Wielen (D)             | Itterbeck (D)          | Getelo (D)             |                        | Halle (D)              |
| Twenterand             |                        |                        |                        |                        |
|                        | Dinkelland             |                        |                        |                        |
|                        |                        |                        |                        |                        |
| Almelo                 |                        | Borne                  |                        |                        |

## Religie
De gemeente Tubbergen gold binnen Twente en Nederland als zeer katholiek. Dit komt onder meer tot uiting in een vrij massale kerkgang (mishoren) en het hoogste percentage KVP- en later CDA-stemmers van geheel Nederland (60,99% bij Gemeenteraadsverkiezingen 2018). Dit uit zich met name in de oudere lagen van de bevolking.

## Geschiedenis
In de jaren zeventig kwam de gemeente in het nieuws vanwege een groot milieuschandaal. Nabij het kerkdorp Vasse was een zandafgraving jarenlang gebruikt als open dumpplaats voor chemisch afval. Deze dumpplaats stond bij de lokale bevolking bekend als 'De Teerkuil'. Die naam werd ingegeven door het feit dat de afgraving onder water stond, wat door het vele chemische afval erin (met name zuurteer) letterlijk pikzwart gekleurd was. Ook de grond rondom de afgraving was zeer ernstig vervuild; alle planten en bomen die er ooit gestaan hadden waren morsdood. Na het uitkomen van het schandaal werd de ergste vervuiling provisorisch opgeruimd. Dit 'opruimen' was feitelijk niets anders dan de zuurteer neutraliseren met kalk. In 2011 werd bekend dat de provincie Overijssel met een definitieve oplossing komt voor de 'teerput van Vasse'.
In 1971 kwam Tubbergen in het nieuws vanwege een boerenopstand over de stemming over de ruilverkaveling. Op 21 december vonden er rellen plaats met grootschalige vernielingen, waarbij onder andere het huis van burgemeester Schepers beschadigd werd door brand. De ME moest er aan te pas komen om de gemoederen te bedaren.
In augustus 2022 ontstond tumult in Tubbergen door een aangewezen hotel als asielzoekerscentrum in de gemeente. Gedurende de zomer verergerde de situatie in het asielzoekerscentrum in Ter Apel door de grote vraag naar slaapplekken wat leidde tot een zoektocht naar nieuwe locaties voor asielzoekerscentra. Hoewel gesprekken met de gemeente al waren begonnen, gaf wethouder Ursala Bekhuis te zijn overrompeld door de beslissing van het COA. In Tubbergen gingen inwoners de straat op om tegen de beslissing van het COA te protesteren. Twee weken na de beslissing ontstond er brand in het aangewezen hotel die volgens het vermoeden van de politie aangestoken zou zijn.

## Politiek
De gemeenteraad van Tubbergen bestaat uit 19 zetels. Hieronder de behaalde zetels per partij bij de gemeenteraadsverkiezingen sinds 1998:
| Gemeenteraadszetels  | Gemeenteraadszetels | Gemeenteraadszetels | Gemeenteraadszetels | Gemeenteraadszetels | Gemeenteraadszetels | Gemeenteraadszetels | Gemeenteraadszetels |
| Partij               | 1998                | 2002                | 2006                | 2010                | 2014                | 2018                | 2022                |
| -------------------- | ------------------- | ------------------- | ------------------- | ------------------- | ------------------- | ------------------- | ------------------- |
| CDA                  | 12                  | 14                  | 12                  | 8                   | 10                  | 12                  | 6                   |
| GemeenteBelangen/VVD | 3                   | 4                   | 4                   | 8                   | 6                   | 4                   | 5                   |
| Keerpunt22           | -                   | -                   | -                   | -                   | -                   | -                   | 4                   |
| Lokaal Sterk         | -                   | -                   | -                   | -                   | -                   | -                   | 3                   |
| PvdA                 | 2                   | 1                   | 3                   | 3                   | 1                   | 2                   | 1                   |
| Dorpen Centraal      | -                   | -                   | -                   | -                   | 2                   | 1                   | -                   |
| Totaal               | 17                  | 19                  | 19                  | 19                  | 19                  | 19                  | 19                  |

College van burgemeester en wethouders:
2022-2026
- Burgemeester: Anko Postma - partijloos
Portefeuille: Bestuurlijke vernieuwing (raad) en samenlevingsgerichte bestuursstijl, inclusief Mijn Dorp 2030. Bestuurszaken en internationale betrekkingen. Openbare orde, veiligheid en integrale handhaving. Dienstverlening en bedrijfsvoering Noaberkracht. Communicatie.
- Wethouder: Hilde Berning-Everlo - CDA
Portefeuille: Zorg en welzijn: Zorg dichtbij en Iedereen doet mee. Sport, bewegen en ontmoeten. Kunst en Cultuur. Centrumplan kern Tubbergen, coördinerend.
- Wethouder: Ursula Bekhuis - GB/VVD
Portefeuille: Landelijk gebied. Ruimtelijke ordening. Centrumplan kern Tubbergen, inhoudelijk. Financiën, economie en ondernemen. Vluchtelingen, asielzoekers en statushouders.
- Wethouder: Martin Oude Avenhuis - Keerpunt22
Portefeuille: Duurzaamheid. Bereikbaarheid en openbare ruimte. Onderwijshuisvesting. 3 O's en arbeidsmarkt.

## Cultuur
- Aan de rand van Tubbergen boven op de Tubbergse Es bevindt zich het standbeeld van Herman Schaepman. Het is een werk van de beeldhouwer August Falise en is onthuld op op 11 augustus 1927.
- Aan de rand van de gemeente voorbij Vasse ligt het natuurreservaat Springendal.
- Ten zuiden van Tubbergen bevindt zich de Kroezeboom op de Fleringer Es.

### Monumenten
In de gemeente zijn er een aantal rijksmonumenten en oorlogsmonumenten, zie:
- Lijst van rijksmonumenten in Tubbergen (gemeente)
- Lijst van oorlogsmonumenten in Tubbergen

### Kunst in de openbare ruimte
In de gemeente zijn diverse beelden, sculpturen en objecten geplaatst in de openbare ruimte, zie:
- Lijst van beelden in Tubbergen

## Fotogalerij

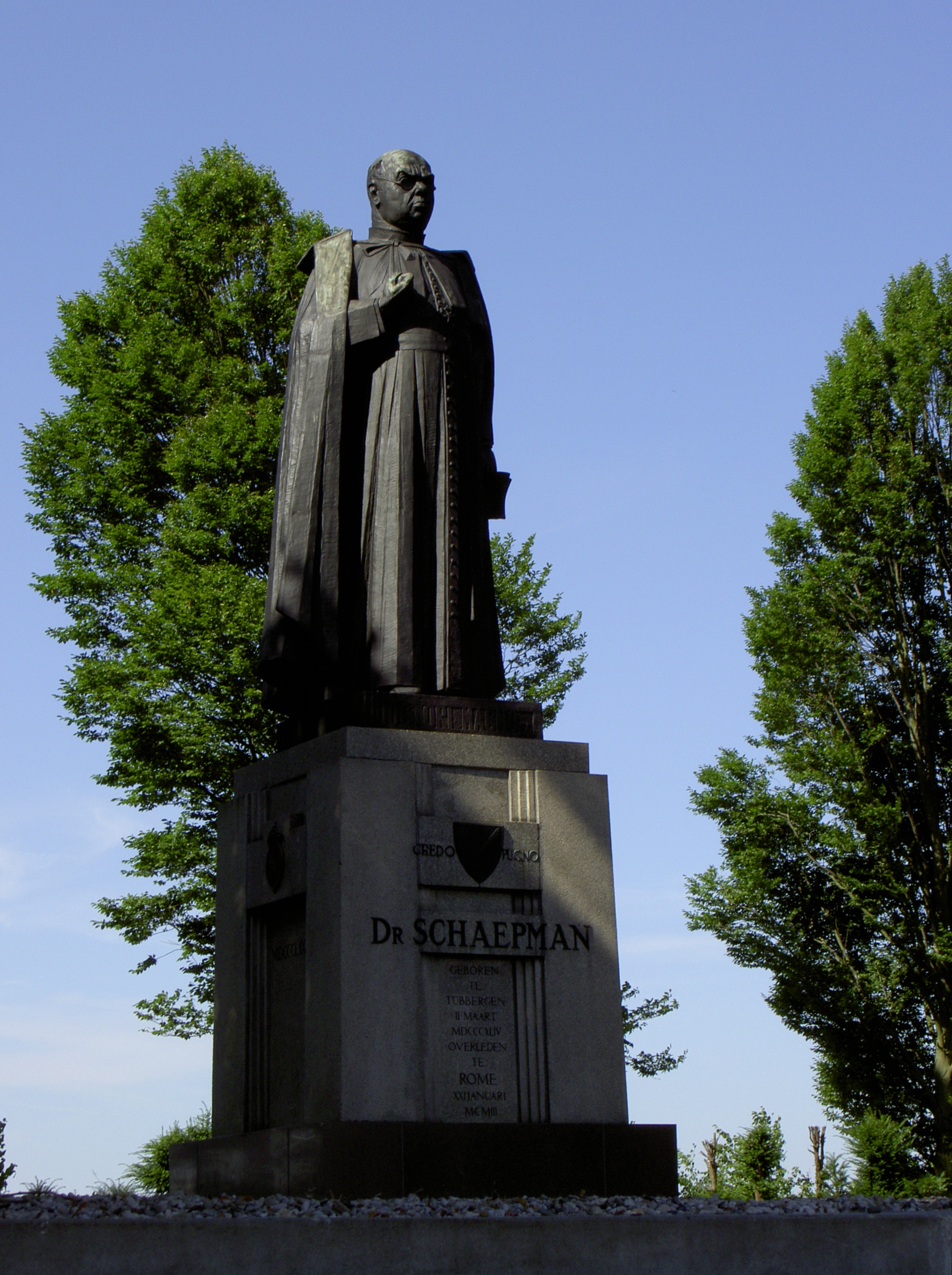
Standbeeld van Herman Schaepman op de Tubberger Es
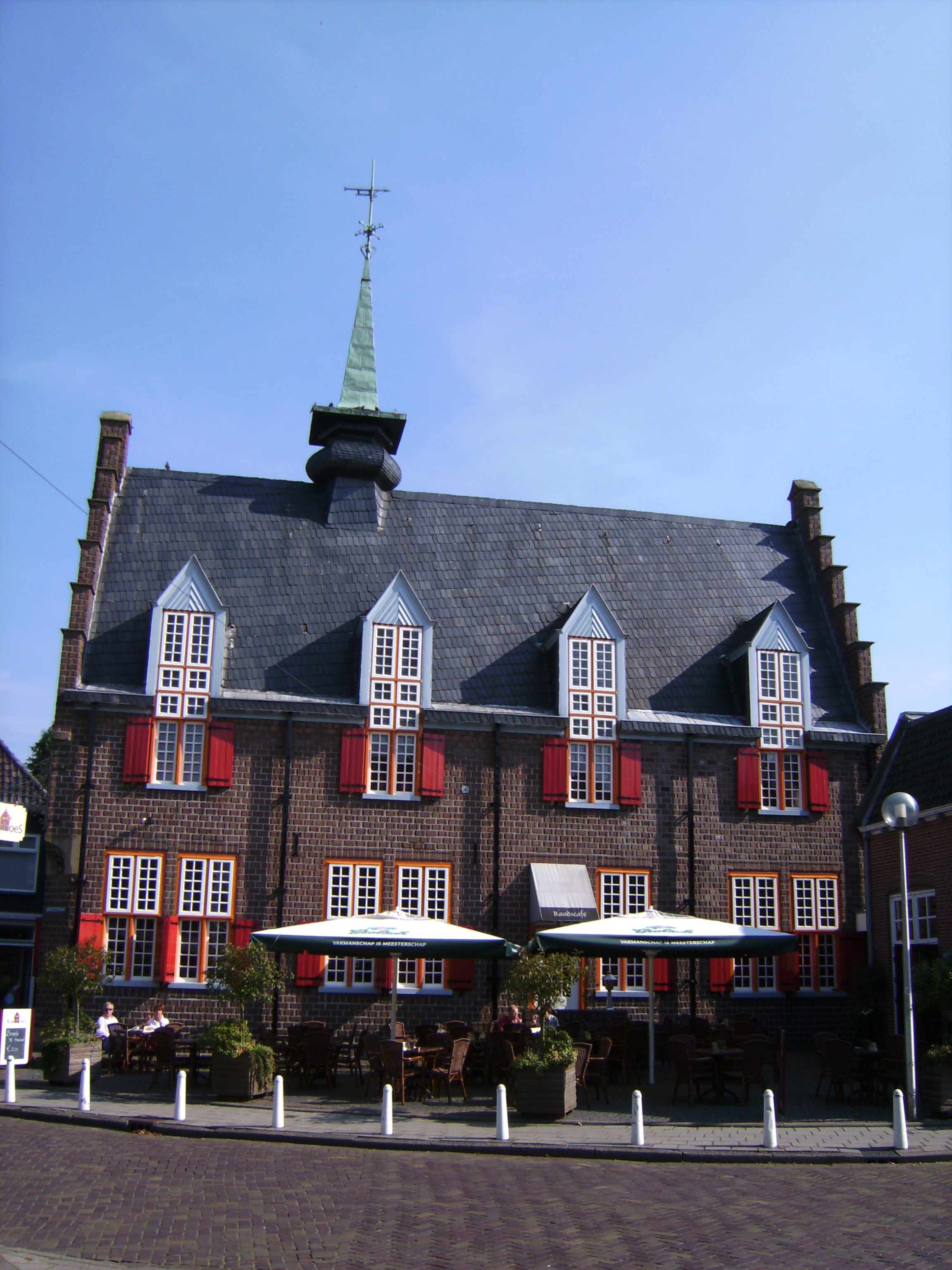
Het oude raadhuis, thans in gebruik als restaurant

Hoofdplaats: Tubbergen     
Dorpen: Albergen · Fleringen · Geesteren · Harbrinkhoek · Langeveen · Manderveen · Mariaparochie (deels) · Reutum · Vasse

Buurtschappen: Hezingen · Haarle · Klossehoek · Mander · West-Geesteren 

Overijssel · Steden en dorpen in Overijssel      Nederland · Provincies · Gemeenten
Almelo · Borne · Dalfsen · Deventer · Dinkelland · Enschede · Haaksbergen · Hardenberg · Hellendoorn · Hengelo · Hof van Twente · Kampen · Losser · Oldenzaal · Olst-Wijhe · Ommen · Raalte · Rijssen-Holten · Staphorst · Steenwijkerland · Tubbergen · Twenterand · Wierden · Zwartewaterland · Zwolle

Steden en dorpen · Voormalige gemeenten · Nederland: Provincies · Gemeenten